# Perrone (cognome)
Perrone è un cognome di lingua italiana.

## Varianti
Il cognome non presenta varianti.

## Origine e diffusione
Cognome tipicamente italiano, è presente prevalentemente in Puglia.
Potrebbe derivare da un toponimo o dal prenome Pietro, costituendo quindi una variante del cognome Pietri.
In Italia conta circa 8301 presenze.

## Persone
- Ferdinando Maria Perrone – imprenditore e patriota italiano
- Francesco Perrone – ex mezzofondista e maratoneta italiano
- Giovan Tommaso Perrone – vescovo cattolico italiano
- Màximo Perrone – calciatore argentino